# Asesinato de Palmira Silva
La tarde del 4 de septiembre de 2014, Palmira Silva, de 82 años, fue decapitada en su jardín trasero en Edmonton, Londres, por Nicholas Salvador, de 25 años, quien estaba furioso durante una crisis psicótica. Los amigos de Salvador habían notado recientemente un comportamiento extraño en él, incluido el abuso de drogas y alcohol y una obsesión con los vídeos de decapitaciones.
Los psiquiatras encontraron evidencia de que Salvador tenía esquizofrenia paranoide. El 23 de junio de 2015, fue declarado inocente de asesinato por motivos de locura e ingresado indefinidamente en un hospital psiquiátrico.

## Víctima
Palmira Silva, de 82 años, emigró a Londres en la década de 1950 desde el sur de Italia con su marido Domenico. Al momento de su muerte, aun regentaba el café que había abierto con su marido, era viuda y tenía dos hijos, seis nietos y una bisnieta de diez meses.  Era muy apreciada por su carácter amable y tranquilo. Su hija, Celestina, afirmó que su madre deseaba quedarse en Edmonton aunque "la zona estaba cambiando". 
El funeral de Silva se celebró el 24 de septiembre.  Su nieta Christina corrió el Maratón de Londres de 2015 para recaudar dinero para Victim Support. 

## Autor
Nicolás Salvador, de 25 años al momento del asesinato, se encontraba alojado en casa de unos amigos a tres puertas de la casa de Silva.  Era hijo único y llegó al Reino Unido desde Nigeria con sus padres en sus primeros años de adolescencia. Después de terminar un curso universitario en Medios, trabajó como empleado manual,   perdiendo su trabajo como pegador de carteles publicitarios tres días antes del asesinato debido a preocupaciones sobre su comportamiento.  Era activo en las luchas en jaula y conocido como "Fat Nick" por su estatura de 1,80 m y sobrepeso. 
Conocidos dijeron que tenía problemas de abuso de drogas y alcohol y que era camello, un traficante de drogas al por menor.  Sus amigos dijeron a la policía que Salvador consumía cocaína y marihuana, y que bebía una botella de whisky o brandy al día.  También revelaron que estaba obsesionado con ver vídeos de decapitaciones y buscar material yihadista en Internet.  También estaba obsesionado con la idea de los cambiaformas. 

### Controversia religiosa
Según diferentes testigos, su padre era musulmán  o él se convirtió a esta religión recientemente. Su antiguo empleador, que afirmaba que Salvador era un converso, dijo que nunca hablaba de religión ni de política.  Según otros, Salvador se convirtió del Islam al budismo en 2014. 
Con atentados integristas continuos globales a lo largo de la década de 2010 y en pleno surgimiento del Estado Islámico, la especulación pública vinculó el asesinato con las recientes decapitaciones de dos periodistas estadounidenses por parte del Estado Islámico de Irak y el Levante.  Al día siguiente del asesinato, el tabloide The Sun publicó en portada el titular "Horror en el suburbio: Musulmán converso decapita a una mujer en un jardín", que recibió una recepción mixta del público debido a los relatos contradictorios sobre las creencias o los motivos de Salvador. El jefe de relaciones públicas Dylan Sharpe defendió la impresión del titular por parte de su periódico, argumentando que otras publicaciones también estaban informando sobre el asesinato con titulares similares. 

## Ataque
Dos horas antes del asesinato, Salvador comió en un café y se iba sin pagar. Un miembro del personal que lo siguió y logró que pagara notó que "parecía un poco deprimido o molesto por algo". 
Desnudo de cintura para arriba y armado con un machete y un palo de escoba, Salvador decapitó a los dos gatos de sus anfitriones, y luego comenzó a causar estragos en los patios traseros, derribando las vallas de sus vecinos, pateando puertas... un vecino de enfrente lo vio por la ventana decapitando a uno de los animales y llamó a la policía. Mientras, Salvador irrumpió en el jardín de Silva y ella se acercó a él confiada, tal vez pensando que tenía algún problema, pero se abalanzó sobre ella, la golpeó varias veces con el machete en el pecho, alcanzando el corazón, y luego la decapitó. La policía había enviado un helicóptero para localizarlo, vigilar y controlar sus movimientos, el cual captó el ataque a la anciana. La policía evacuó a los niños de la zona y un oficial dio la orden: "Está agitado y letal... hay que sacarlo". Después de que la policía acorraló a Salvador en la sala de estar de la casa de otro vecino, tuvieron graves dificultades para arrestarlo y uno de los oficiales fue agredido por él sufriendo una fractura de muñeca. Tuvieron que aplicarle seis descargas eléctricas con una pistola taser. La furia de Salvador duró 45 minutos.  

## Juicio
Tras la detención de Salvador, la Policía Metropolitana reaccionó a las especulaciones afirmando que no había vínculos entre su ataque y el terrorismo islámico.  Lo enviaron al Hospital Broadmoor, donde los psiquiatras descubrieron que tenía esquizofrenia paranoide. Salvador creía que Silva era la reencarnación de Adolf Hitler o un demonio que cambia de forma,  y admitió haberla asesinado. 
Fue juzgado en Old Bailey, donde se mostró la grabación de 14 minutos de su alboroto. Según los informes médicos, no fue declarado culpable de asesinato por razón de locura, pero se le ordenó permanecer indefinidamente en Broadmoor.  El juez, el registrador de Londres Nicholas Hilliard, concluyó:

"Está demostrado más allá de toda duda que usted mató a la señora Silva en un ataque de extraordinaria brutalidad y ferocidad. Creyó que se estaba enfrentando a una fuerza demoníaca que había tomado forma humana. No podría haber estado más engañado. Nadie que lo haya visto podría olvidar la manera apacible y confiada en que la señora Silva se le acercó por encima del muro mientras usted blandía un cuchillo. Esta gentil e inteligente mujer de 82 años debería haber podido vivir su vida en paz y con seguridad, orgullosa de los logros de los demás, pero eso no fue posible". 